# Дег-е Асгар (Марказі)
Дег-е Асгар (перс. ده اصغر) — село в Ірані, у дегестані Гендудур, у бахші Сарбанд, шагрестані Шазанд остану Марказі. За даними перепису 2006 року, його населення становило 98 осіб, що проживали у складі 27 сімей.

## Клімат
Середня річна температура становить 10,38 °C, середня максимальна – 29,64 °C, а середня мінімальна – -12,45 °C. Середня річна кількість опадів – 288 мм.
| Клімат поселення                              | Клімат поселення | Клімат поселення | Клімат поселення | Клімат поселення | Клімат поселення | Клімат поселення | Клімат поселення | Клімат поселення | Клімат поселення | Клімат поселення | Клімат поселення | Клімат поселення | Клімат поселення |
| Показник                                      | Січ.             | Лют.             | Бер.             | Квіт.            | Трав.            | Черв.            | Лип.             | Серп.            | Вер.             | Жовт.            | Лист.            | Груд.            |                  |
| Середній максимум, °C                         | 4,96             | 7,16             | 11,03            | 17,83            | 23,07            | 27,96            | 29,48            | 29,64            | 24,64            | 18,38            | 11,71            | 6,42             |                  |
| Середня температура, °C                       | −3,74            | −1,54            | 2,32             | 9,12             | 14,37            | 19,25            | 23,55            | 23,72            | 18,72            | 12,45            | 5,80             | 0,49             |                  |
| Середній мінімум, °C                          | −12,45           | −10,24           | −6,38            | 0,43             | 5,66             | 10,55            | 17,64            | 17,81            | 12,81            | 6,54             | −0,12            | −5,43            |                  |
| Норма опадів, мм                              | 45               | 40               | 53               | 39               | 32               | 6                | 1                | 1                | 0                | 6                | 26               | 39               |                  |
| Середньомісячна швидкість вітру, м/с          | 1.33             | 2.32             | 2.86             | 2.81             | 2.46             | 2.32             | 2.30             | 2.12             | 2.18             | 1.91             | 1.88             | 1.25             |                  |
| Середньомісячна сонячна радіація, кДж/м²·день | 9485             | 12597            | 15216            | 18459            | 22477            | 27081            | 26026            | 24294            | 21471            | 16061            | 11252            | 9238             |                  |
| --------------------------------------------- | ---------------- | ---------------- | ---------------- | ---------------- | ---------------- | ---------------- | ---------------- | ---------------- | ---------------- | ---------------- | ---------------- | ---------------- | ---------------- |
| Джерело:                                      |                  |                  |                  |                  |                  |                  |                  |                  |                  |                  |                  |                  |                  |